# Corky Lee
Young Kwok "Corky" Lee (Nueva York, 1947 - Ibidem, 27 de enero de 2021) fue un fotógrafo periodístico sinoestadounidense. Su trabajo hizo una crónica y exploró la diversidad y los matices de la cultura asiático-estadounidense pasada por alto por los principales medios de comunicación y se aseguró de que la historia asiático-estadounidense se incluyera como parte de la historia estadounidense.

## Primeros años
Lee nació en 1947 en Queens, Nueva York. Fue el segundo hijo de Lee Yin Chuck y Jung See Lee, quienes inmigraron a los Estados Unidos desde China. Su padre trabajaba como lavandero; su madre trabajaba como costurera. Tenía una hermana mayor (Ellen) y un hermano menor (John). Lee asistió a Jamaica High School, antes de estudiar historia estadounidense en Queens College en 1965.
Lee aprendió fotografía por sí mismo, y pidió prestadas cámaras para practicar porque no podía pagar la suya. Dijo que su trabajo se inspiró en una foto de 1869 que vio en su texto de estudios sociales que celebraba la finalización del ferrocarril transcontinental en Promontory Summit, Utah. Su construcción había involucrado a miles de trabajadores chinos, pero la foto que mostraba a trabajadores representativos no mostraba a ninguno de ellos.

## Trabajo fotográfico
El trabajo de Lee ha documentado eventos clave en la historia política asiático-estadounidense. Tomó una fotografía en 1975 de un hombre chino-estadounidense que fue herido por miembros del Departamento de Policía de la ciudad de Nueva York y estaba siendo arrastrado por los agentes de policía. Su foto fue publicada en la portada del diario del New York Post. El día en que se publicó la imagen, 20.000 personas marcharon desde Chinatown hasta el Ayuntamiento para protestar contra la brutalidad policial.
Lee también fotografió las protestas que tuvieron lugar después del asesinato de Vincent Chin en 1982 en Míchigan. Chin era un joven estadounidense de origen chino que vivía en Detroit y fue asesinado por Ronald Ebens, superintendente de Chrysler Motors, y su hijastro. Los perpetradores atacaron a Chin, de ascendencia china, después de confundirlo con ser de Japón, ya que se culpaba a las empresas japonesas por la pérdida de empleos en la industria automotriz estadounidense.
Lee se refirió con humor a sí mismo como el "indiscutible fotógrafo asiático-estadounidense no oficial Laureado". Sus fotografías documentaron la vida cotidiana de los estadounidenses de origen asiático, así como varios momentos históricos de la historia estadounidense.

## Vida posterior
David Dinkins, el alcalde de la ciudad de Nueva York en ese momento, proclamó el 5 de mayo de 1988 como el "Día de Corky Lee", reconociendo el trabajo de Lee como una contribución importante a las comunidades de la ciudad de Nueva York. Suministraba regularmente sus fotografías a los periódicos locales semanales Downtown Express y The Villager durante las décadas de 1990 y 2000. Su esposa murió de cáncer alrededor del tercer milenio.
Lee murió el 27 de enero de 2021 en el Hospital Judío de Long Island en Forest Hills. Tenía 73 años y sufrió complicaciones de COVID-19 en el tiempo previo a su muerte.

## Premios
- 1993, Premio Fotógrafo-Artista en Residencia, Universidad de Siracusa.[2][5]
- 1993, Premio de reconocimiento especial, Asociación de Periodistas Asiáticos Americanos (AAJA).
- 2002, Premio de la Asociación de Prensa de Nueva York.
- 2002, Artista en Residencia, Programa e Instituto de Estudios Asiáticos / Pacíficos / Americanos de la Universidad de Nueva York.
- 2008, Premio Pionero, Organización de Chino Americanos.
- 2009, Premio Susan Ahn por los derechos civiles y la justicia social para estadounidenses de origen asiático e isleños del Pacífico, Asociación de periodistas estadounidenses de origen asiático.